# XII. Piusz pápa

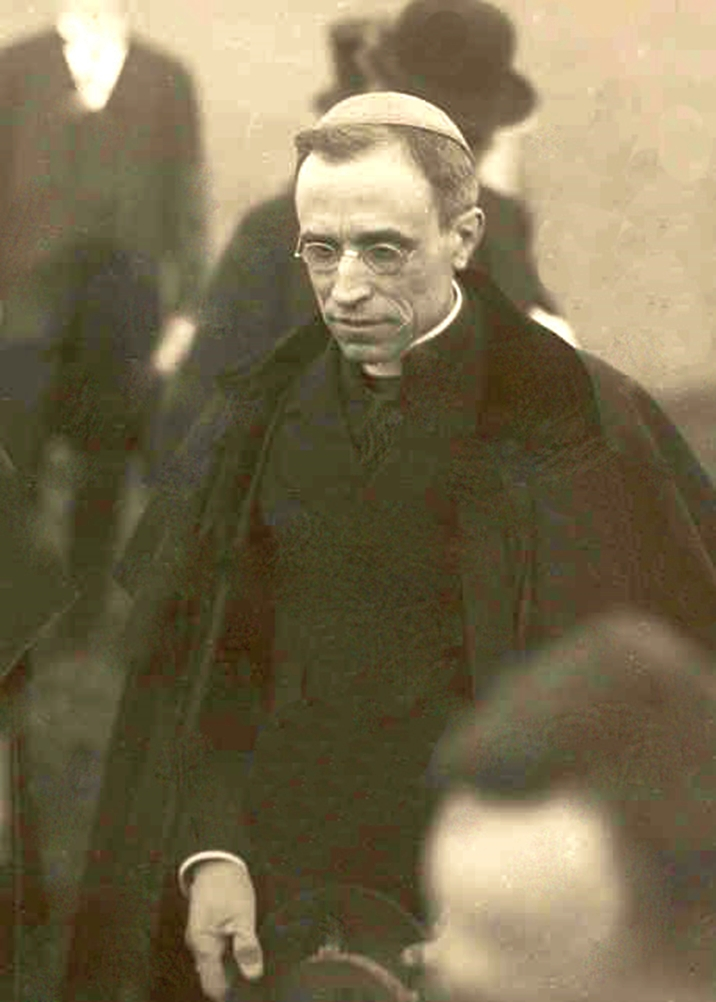
Eugenio Pacelli 1922-ben

Tiszteletreméltó XII. Piusz pápa, született Eugenio Pacelli (Róma, 1876. március 2. – Castel Gandolfo, 1958. október 9.) a római katolikus egyház 260. pápája 1939–1958 között.
Bár a Vatikán hivatalosan semleges volt, ám a második világháború alatti egyházi vezetése és a Reichskonkordat továbbra is vita tárgyát képezi; és kritikusai „Hitler pápájának” is nevezték.
Tisztelői aszkétának és „Isten szentjének” tartották, kritikusai a népirtással szembeni „nyilvános hallgatását”, a második világháború alatti ellentmondásos pártatlansági politikáját, a háború utáni időszakban pedig a buzgó antikommunizmusát rótták fel neki. 1949-ben az egyház kiadta a kommunizmus elleni rendeletet, amelyben kimondták, hogy a kommunizmus ateista és materialista tanait valló katolikusokat, mint hitehagyottakat ki kell közösíteni.

## Életpályája

### Gyermek- és ifjúkora
Eugenio Pacelli gazdag arisztokrata család harmadik gyermekeként látta meg a napvilágot 1876. március 2-án. Ősei a Viterbo közeli Onano városában éltek, csak néhány évtizeddel Eugenio születése előtt, 1819-ben költöztek Rómába. Nagyapja, Marcantonio Pacelli előbb XVI. Gergely pápa pénzügyminisztere, majd 1851-től 1870-ig IX. Piusz pápa belügyminisztériumi államtitkára, apja, Filippo Pacelli (1837–1916) pedig kiváló jogász volt, aki az egyháznak is teljesített szolgálatot. Anyja, Virginia Graziosi (1844–1920) szintén nemesi családból származott, mély vallásossággal és szeretettel vette körül négy gyermekét. Eugenio testvérei közül Francesco (1872–1935) apja példáját követve jogász lett, nővérét Giuseppának (1874–1955), húgát Elisabettának (1880–1970) hívták. Anyja négyéves koráig nevelte, majd a közeli francia apácákra bízta, akik az Isteni Gondviselésről elnevezett rendhez tartoztak; az írás, az olvasás és a hittan alapelveit négy éven keresztül itt sajátította el. Tízéves korában a jezsuita rend egykori római kollégiumába került, az Ennio Quirino Visconti Líceumba. Tizennyolc éves korában határozta el, hogy pap lesz. Az addig kiváló eredményeket elért ifjú a híres Capranica-szemináriumba nyert felvételt, de gyenge fizikuma és betegségei miatt hamarosan kénytelen volt félbeszakítani tanulmányait. Később sikerült családjának kiharcolni, hogy otthon készülhessen a papságra, ahol monsignore Dufresne volt segítségére az iskolai tananyagban. Tanulmányai kiegészítése végett a híres jezsuita Gregoriana Pápai Egyetemre és egy másik pápai egyetemre is beiratkozott. Ezen kívül állami egyetemen filozófiát, jogot, történelmet és irodalmat hallgatott. 1899. április 2-án szentelték áldozópappá. Nemsokára lelkipásztori beosztást kapott gyermek- és ifjúkorának legkedveltebb templomában. A teológiai és jogtudományi doktorátust is megszerezte. Rendkívüli tudására és buzgóságára sokan felfigyeltek, így történt, hogy elnyerte a híres Pietro Gasparri pártfogását, akinek segítségével 1901-ben az Apostoli Szentszék szolgálatába állott. Miután Gasparrit 1914-ben bíborossá nevezték ki, Eugenio Pacelli a kongregáció titkára lett.

### Nuncius és államtitkár
Amikor 1914-ben XV. Benedeket pápává választották, a híres Gasparri bíboros lett az államtitkár, így Pacellit is előtérbe állították. 1917-ben kapott Münchenbe nunciusi kinevezést, és még ebben az évben maga a pápa püspökké szentelte.
Azokban az időkben javában dúlt az első világháború, Pacelli, müncheni nunciusként tevékenyen részt vett humanitárius akciókban; szegényeket támogatott, és hadifoglyokat segített. A háború után folytatta tárgyalásait a német államok kormányaival, így kötött konkordátumot – különösen az oktatás témájában – 1924-ben Bajorországgal és 1929-ben Poroszországgal. 1925-ben megtette azt a fontos lépést, hogy a nunciatúrát Münchenből áthelyezte Berlinbe, a Birodalom fővárosába, hogy ott folytasson tárgyalásokat a német kormánnyal, a német katolikus egyházat általánosan érintő kérdésekről. Ez volt az első eset, hogy nunciatúra nyílt egy nem katolikus többségű államban. Eugenio Pacelli mindig is szívén viselte a német katolikusok ügyét. Rendszeresen részt vett a Katholikentagok rendezvényein, ahol beszédet is mondott. Tizenkét éves németországi tartózkodása a német nép barátjává tette. Ezt a barátságot, anélkül, hogy „németbarát” politikát folytatott volna, pápasága alatt is megőrizte, és munkatársai közé előszeretettel választott németeket.
Amikor Gasparri bíboros-államtitkár nyugalomba vonult, XI. Piusz, Gasparri régi munkatársaként őt nevezte ki utódjául, 1930-ban. Előtte, 1929-ben elnyerte a bíborosi rangot is. A kúriában senkit sem lepett meg ez a kinevezés; nála alkalmasabb személy nem volt a súlyos felelősséggel járó posztra. Államtitkárként Pacelli pontosan kilenc évig, 1939. február 10-ig szolgálta az egyházat. Ő szervezte meg XI. Piusz enciklikáinak lefordítását, illetve nyilvánosságra hozását is. XI. Piusz szívesen bízta meg államtitkárát személyi képviseletével és küldte külföldre, nemzetközi eseményekre. 1933. július 20-án konkordátumot kötött Hitlerrel. 1934-ben Buenos Airesbe utazott, a 32. Eucharisztikus világkongresszusra. 1935-ben Lourdes ünnepségeinek befejezését vezette. 1936-ban az Amerikai Egyesült Államokba látogatott, felkereste az ottani egyházmegyéket, és Franklin D. Roosevelt elnökkel is találkozott. 1938. május 25. és 30. között Budapesten képviselte a pápát a 34. Eucharisztikus világkongresszuson. Kíséretében ott volt Giovanni Battista Montini, a későbbi VI. Pál pápa. Pacellit 1938-ban a budapesti Pázmány Péter Tudományegyetem tiszteletbeli doktori címmel tüntette ki.

### A Reichskonkordat
Pacelli mint XI. Piusz államtitkára jelentősen meghatározta az Apostoli Szentszék politikai irányvonalát. Majd egy évtizedig végzett példás szolgálatot XI. Piusz mellett, lényegében osztva ennek a szilárd és öntörvényű pápának eszméit, programját és döntéseit, olykor csillapítva indulatait. Megvalósította a pápa kiegyezési politikáját, számos országgal konkordátumot kötött, mindenekelőtt Hitler birodalmával, ez volt a máig hevesen vitatott Reichskonkordat (1933. július 20.). A Szentszék célja, ahogy ezt leghatározottabban ki is jelentette, semmiképpen nem a nemzetiszocializmus jóváhagyása volt, hanem egyes-egyedül a német katolikusok vallási jogainak védelme és biztosítása. A német püspöki kar és a katolikusok is erősen óhajtották ezt a megegyezést, főképp azért, hogy a náci német kormánytól kötelező garanciát kapjanak a katolikus iskolák megmaradására. Arról, hogy a Reichskonkordat feltételei miként valósultak meg a gyakorlatban, mennyire tartotta magát a szerződéshez a náci kormányzat, a legjobban egy későbbi egyházfő, XVI. Benedek pápa emlékiratai tájékoztatnak. A fiatal Joseph Ratzinger mint katolikus középiskola tanulója saját bőrén tapasztalhatta a Reichskonkordat megtartásának és meg nem tartásának messzemenő következményeit. „Először úgy tűnt, hogy az állam és az egyház közötti konkordátum biztosítja a régi szokások fennmaradását, azonban hamar kiderült, hogy az egyezséghez való hűség nem éppen erőssége az új hatalomnak. Megkezdődött a felekezeti iskolák elleni harc; az egyház és az iskola addig fennállt szellemi kapcsolatát le kellett rombolni, a tanítás szellemi alapja a keresztény hit helyett a Führer eszméje lett. A püspökök teljes erejükből védték a felekezeti iskolákat, harcoltak az egyezség betartásáért: ma is emlékszem azokra a püspöki körlevelekre, amelyeket a plébános akkoriban fölolvasott. Már akkor kezdett derengeni bennem, hogy az intézményeikért vívott küzdelemben nem a realitás talaján mozognak, hiszen pusztán az intézmények meglétének biztosítása nem használ semmit, ha hiányzik a meggyőződéses katolikus tanári kar.” – írja Ratzinger. Hitler a szerződést természetesen nem tartotta be, a Szentszék 34 esetben tiltakozott az egyezmény megsértése ellen.

### Pápává választása
XI. Piusz pápa 1939. február 10-én halt meg. A rendíthetetlen hitű pápa egyszer Eugenio Pacelliről a következő megjegyzést tette: „Sokat dolgozik, jól dolgozik, gyorsan dolgozik”. Majd halkan, mintha önmagához beszélne, megjegyezte: „Milyen szép pápa lesz”. Ezt hallva a Bíborosi Kollégium dékánja, Granito di Belmonte bíboros, dohogva jegyezte meg: „Ez a pápa mindent maga akar csinálni. Legalább annyit engedjen, hogy az utódát mi válasszuk!”
A megközelítőleg három hetes gyász után, 1939. március 2-án hatvanhárom bíboros vonult vissza a konklávéra. A bíborosokat ezúttal nem terhelte súlyos gond, mert mindenki az elhunyt pápa államtitkárát és jelöltjét, Eugenio Pacellit emlegette. Egyesek helytelennek tartották az elhunyt pápa közvetlen munkatársát ültetni Szent Péter trónjára, ugyanis ilyen utoljára 1073-ban fordult elő, amikor Hildebrand szerzetes VII. Gergely révén pápa lett. Egyébként sokan a következő ősi közmondást jegyezték meg Pacelliről: Nemo Pontifex in Curia, vagyis a Pápai Kúria emberei közül senki sem lesz Péter-utód. XVI. Gergely megválasztása óta (1831), ilyen eseményre nem került sor. XV. Benedek pápának is előbb el kellett látnia a Bologna érseki tisztét és csak utána lehetett pápa. Ezek a találgatások és indokok nem bizonyulhattak elég nyomósnak, hogy a bíborosok ne Eugenio Pacellire szavazzanak. Eugenio Pacelli érdemei és talentumai révén messze kimagaslott többi bíborostársa közül. Pacelli 1935 óta camerlengo volt, s mint ilyen, irányította az elhunyt pápa temetését és egybehívta, illetve megszervezte a konklávét. Már március 2-án, a délelőtti második szavazás során a volt államtitkár megkapta a szükséges többséget, de ő alázatosságból arra kérte a bíborosokat, hogy fontolják meg még egyszer, valóban őt tartják-e Péter legméltóbb utódjának.
A harmadik szavazás során a bíborosok továbbra is kitartottak elhatározásuk mellett, így Pacelli lett az új pápa. Ekkor a Sixtus-kápolna kéményéből felszállt a fehér füst, ami az új pápa megválasztását jelezte. Ez volt a 20. század legrövidebb konklávéja. A Sixtus-kápolnában megkérdezték, hogy milyen nevet választ magának, ő egyértelműen azt felelte, hogy „Piusznak hívjatok”. Ezzel azt jelezte, hogy ő is folytatja elődje, XI. Piusz útját. Ezután a rangidős diakónus-bíboros a Szent Péter-bazilika erkélyén bejelentette: „Annuntio vobis gaudium magnum; Habemus papam: Eminentissimum ac Reverendissimum Dominum, Dominum Eugenium Sanctae Romanae Ecclesiae Cardinalem Pacelli, qui sibi nomen imposuit Pium (XII).” Nem sokkal később XII. Piusz már a pápai díszöltözékben jelent meg a bazilika erkélyén és áldást osztott. Ezzel megkezdődött az ő pápasága.

## Pápasága

### A II. világháború időszaka
Első megnyilatkozásában a békéért emelte fel szavát, mert tisztában volt azzal, hogy nemsokára kitör a második világháború. Két hét sem telt el az új pápaságból, amikor Németország annektálta Csehországot. Nem sokkal később ugyanezt tették az olaszok Albániával. Ekkor minden tekintet a pápa felé fordult, aki nem maradt néma, hiszen többek között kötelezte őt pápai jelmondata is „Opus iustitiae pax” („A béke az igazságosság gyümölcse”). A címerében lévő galambbal is a békét jelképezte. 1939 húsvétján a Szent Péter-bazilikában beszédet mondott a béke érdekében. Többször is felemelte szavát a békéért, de sajnos nem járt sikerrel. Augusztus 24-én rádióbeszédében drámai erővel figyelmeztette a hatalmon lévőket, hogy „semmi sem vész el a békével; de a háborúval minden elvész“. Még pápasága első évében szeptember 1-jén kitört a háború.
Első enciklikája, a Summi Pontificatus már a világháború kitörése után íródott, és szintén a békéről szólt. E körlevelében XII. Piusz a béke mielőbbi helyreállítását sürgeti, kijelöli a népek békés együttélésének módozatait és céljait, rámutat a bajok okaira, és azok orvoslására. A pápa szerint a Nyugat válságának és a háborúnak elsőszámú oka az Istentől elforduló, elvallástalanodó ember, aki felrúgja a természeti törvényeket, ennek következménye a totalitarizmus is, amit Piusz mélységesen elítél. Az enciklika végén a pápa tanácsot ad ezen problémák megoldására, melynek eszközei elsősorban lelki természetűek. Szorgalmazza, hogy az emberiség térjen vissza Krisztushoz, mert mindennek Ő az alapja. Ezt az újjáteremtő feladatot teljesíteni az egyház alapvető és anyai hivatása, amelyben eszközeit a megváltozott körülményekhez és az emberi nem új igényeihez kell alakítania. Üzenete végén Piusz pápa megemlékezik a háború áldozatainak szenvedéséről. Németországban ellenségesen fogadták a Summi Pontificatust, a nácik vádja szerint a körlevél kizárólag Németország ellen irányult.
Többen hallgatással vádolják Piuszt, és bűneként róják fel, hogy a háború csapásaira nem reagált kellőképpen. XII. Piusz politikailag semleges maradt, erre őt az 1929-es lateráni egyezmény 24. cikkelye is kötelezte. Nem állt senkinek sem az oldalára, mert – mint August Franzen német egyháztörténész fogalmaz – az olyan lett volna, mintha „Belzebubot űzette volna ki az ördöggel.” Amerikai és brit diplomaták kifejezetten kérték XII. Piuszt, hogy ne tiltakozzon rádióüzenetben a magyar zsidók elhurcolása ellen, mivel féltek attól, hogy egyúttal elítélné szövetségesük, a szovjet hadsereg által elkövetett bűncselekményeket is. Mindazonáltal a pápa a magyar kormánynak küldött levelében megtette ezt. November 19-én a Vatikán csatlakozott azon semleges államokhoz (Spanyolországhoz, Portugáliához, Svájchoz és Svédországhoz), amelyek levélben tiltakoztak a magyar kormánynál a deportálások ellen. Sir Martin Gilbert brit zsidó történész, a holokauszt nemzetközileg elismert szakértője 2002-ben megjelent, The Righteous: The Unsung Heroes of the Holocaust című kötetében azt írja, hogy ekkoriban 25 ezer zsidót bújtattak a katolikus hívek és a katolikus intézmények Budapesten. Tehát a Vatikán olyan semleges állam volt, amely semlegességét tízezrek megmentésére használta.
XII. Piusz humanitárius tevékenysége jelentősen enyhített a háború áldozatainak szenvedésén. A jótékonykodás maradt az egyetlen eszköz a pápa kezében a világégés borzalmai ellen. A pápa számára egyformán kedves volt a tengelyhatalmak igája alatt élő, de a fasiszta- és náciellenes államokhoz tartozó katolikusok sorsa is. Létrehozott egy hadifoglyokra és eltűntekre vonatkozó kereső és híradó szolgálatot, 1941-ben pedig segélybizottságot létesített. A háború befejeztével anyagi támogatással járult hozzá az újjáépítéshez, a földönfutókká letteknek vagonszámra juttatta az adományokat. Legbátrabb tette azonban a zsidók védelme volt, a római kolostorokban és a Vatikánban több mint ötezer üldözöttnek biztosított menedéket. Segítségére voltak nagyszabású segélyakciójában a nunciatúrák, nevezetesen a varsói, a budapesti (Angelo Rotta) és az isztambuli (Angelo Roncalli – a későbbi XXIII. János pápa) nuncius és segítői mentették meg zsidók tízezreit. Igaz, hogy XII. Piusz a nemzetiszocialista népirtás ellen nem emelte fel a szavát külön, ünnepélyes tiltakozás formájában, csak általánosságban ítélte el, de ezt azért tette, mert meg volt győződve arról, hogy fellépésével csak fokozottabb üldözést váltana ki. A holland püspöki kar tiltakozását ui. a Gestapo ezer zsidó származású keresztény lemészárlásával torolta meg. A német püspökök is állandóan arra kérték a pápát, hogy tiltakozásával ne öntsön olajat a tűzre. „Hallgatása” ellenére a pápa mindent megtett a zsidókért, amit csak diplomáciai, gazdasági, és erkölcsi értelemben lehetett. Golda Meir izraeli miniszterelnök a későbbiekben ezért háláját fejezte ki neki.
Egyesek azonban azt állítják, hogy Piusz pápa nemcsak hogy tudott a holokausztról, de még segítette is annak lebonyolítását. Bár VI. Pál pápa 1964-ben engedélyezte a Szentszék második világháborúra vonatkozó dokumentumainak publikálását, így Pierre Blet jezsuita és szerzetestársai 1965–1982 között összegyűjtötték, és megjelentették „A Szentszék második világháborúval kapcsolatos okmányai és dokumentumai” című anyagot tizenkét kötetben, mégis e kiadvány tartalma, sőt puszta létezése is elkerülte azok figyelmét, akik megjelenése óta a Szentszék háború alatti időszakáról írtak. Ezért Pierre Blet 2004-ben a nagyközönség számára is hozzáférhető kötetben összegezte a dokumentumok tartalmát „XII. Piusz és a második világháború a Vatikán archívumai alapján” címmel (A kötetet magyarul az Új Ember Kiadó jelentette meg). Ennek a véleménynek mond ellent az a tény, hogy XII. Piusz pápa vezetésével a katolikus egyház egymillió zsidót mentett meg, ami több, mint amennyit más nemzetközi szervezeteknek együtt sikerült. Például egy alkalommal 500 zsidó menekült meg egy rodoszi koncentrációs táborból XII. Piusz közbenjárására, ahová egy olasz hajó szállította őket. Az egyik menekültet fogadta a Vatikánban, akivel németül társalgott, és jól hallhatóan ezt mondta neki, német egyenruhás katonák jelenlétében: „soha ne feledd: légy mindig büszke arra, hogy zsidó vagy!” Dominik Burkard würzburgi egyháztörténész, a téma tudós kutatója szerint nem túlzás azt állítani, hogy jóformán minden Olaszországban életben maradt zsidó megmenekülését – legalább közvetve – XII. Piusznak köszönhette. Ezért 1944-től sokan fejezték ki hálájukat a pápának. Két példa: a jeruzsálemi főrabbi, Isaak Herzog megrendítő levélben köszönte meg Őszentsége segítségét, a római főrabbi Israel Zoller pedig a háború után kikeresztelkedett, és a keresztségben a pápa iránti tisztelet jeleként az Eugenio nevet választotta. Mordechay Lewy, Izrael szentszéki nagykövete is így nyilatkozott 2011. június 23-án Rómában: „Téves lenne azt gondolni, hogy a zsidók megsegítése a világháború alatt Rómában csak a kolostorok és szerzetesintézmények részéről érkezett volna, a Vatikán támogatása nélkül”. „Téves lenne kijelenteni, hogy a Vatikán és a pápa ellenálltak volna a zsidókat megsegítő akcióknak. A Szentszék igenis síkra szállt az érdekükben, de nem tudta elérni, hogy a vonat ne induljon el Auschwitzba az 1943. október 18-án a római gettóban tartott razziát követően. A római zsidók abban a pillanatban bizonyára várták a pápa védelmét, de tény, hogy aznap csak az az egy szerelvény indult el Auschwitz irányába.” Michael Hesemann német kutató a római német nemzeti templom, a Santa Maria dell’Anima levéltárában olyan dokumentumokra lelt, amelyek bizonyítják, hogy ezekben az időkben XII. Piusz több mint 11 ezer római zsidó életét mentette meg.
Ion Mihai Pacepa tábornok, a Securitate (román titkosszolgálat) egykori vezetője könyvében a következőket állítja: a KGB nagy hangsúlyt fektetett arra, hogy a kommunistaellenes XII. Piuszt befeketítse, és a történelmi tények meghamisításával „Hitler pápájaként” emlékezzenek rá. Ebben a programban a könyv szerzője is részt vett. A tervet két lépésben sikerült megvalósítani:
- Az első kampány 1945-ben indult. A háború után Sztálin a moszkvai rádióban kijelentette, hogy XII. Piusz „Hitler pápája” volt. Ez a kísérlet nem vezetett sikerre, mivel pont előző nap ítélte el XII. Piusz a Vatikáni Rádióban „a nácizmus sátáni rémét”. Emellett a kortársak (pl. Franklin D. Roosevelt, Winston Churchill, Albert Einstein) ismerték a valós történelmi eseményeket, és elismeréssel szóltak a pápa háború alatti jelentős, zsidókat mentő tevékenységéről. Churchill egyenesen „korunk legnagyobb személyiségének” nevezte.
- A második kísérlet az 1960-as években már azokat célozta meg, akik nem élték át és nem ismerték a háború alatti eseményeket, így ez a mesterkedés már „eredményesebb” lett. Ennek egyik jelentős mozzanataként Rolf Hochhuth (aki összes művében egy-egy kommunistaellenes személyt igyekszik lejáratni) megírta „A helytartó” című darabját, amiben XII. Piuszt nácibarátként ábrázolja.[26]

### A háború utáni időszak
Ahogy a háború alatt, a világégés után XII. Piusz továbbra is elsődleges kötelességének a béke ügyének előmozdítását tartotta. Csakhogy amint az egymással szembenálló felek közötti minden közvetítő szerepe meghiúsult a világháború kitörése előtt és a háború alatt, ugyanúgy kevés dolog vált számára lehetővé a befejezés után is. Mégis, megpróbált ismét a maga erejével közbenjárni az emberiségért. Elítélte a német nép kollektív bűnössége elméletét, mondván, hogy az igazságosság és a jog a legyőzöttekre is érvényes. Ő volt az első pápa, aki teljes mértékben felhasználta a tömegkommunikáció eszközeit, hogy szózataival lelket öntsön híveibe. Volt is miért: egyre fenyegetőbb lett a kommunista veszély. A győztes Szovjetunió érdekszférájában szocialista államok alakultak, amelyek belső viszonyai az ottani katolikusokat súlyosan érintették. XII. Piusz a kommunizmussal szemben merev elutasító álláspontra helyezkedett. Szerinte az ember mint társadalmat alkotó lény személyiségében és társadalmi mivoltában Isten képmására alkotott teremtmény, ezért társadalmi életét úgy kell berendeznie, hogy az minél jobban elő tudja mozdítani mind az egyén, mind a társadalom egyre hasonlatosabbá válását teremtőjéhez és urához, Istenhez. Az ateista kommunizmus ezt a leghatározottabban tagadta, és a társadalmi életből Istennek, valamint az Istennel kapcsolatot létesítő vallásnak fokozatos kiirtására törekedett. Kínában üldözték az egyházat könyörület nélkül. A Szovjetunióban tovább folytatódott a keresztényüldözés, az egyházat, Litvániában, Észtország, Lettországban, Lengyelországban, Csehszlovákiában, Jugoszláviában és Magyarországon erőszakkal elnyomták. Megkezdődött az itteni egyházi elöljárók kiiktatása. Valószínűleg előre sejtette ezt XII. Pius, mikor 1946-ban bíborossá kreálta a később bebörtönzött Mindszenty Józsefet és a következő szavakkal köszöntötte az új bíborost: „Te leszel az első, akinek vállalnia kell a bíbor színnel jelzett vértanúságot.”

### Az egyház megújítása
Jelentős újításokat vitt véghez az egyház belső életében is. Elsősorban a Szűz Mária-tiszteletet mélyítette el, kimondta Mária mennybevételének dogmáját, az egyház fogalmát és feladatát két körlevelében domborította ki. Tévedések ellen óvott az 1950-ben kiadott Humani Generis kezdetű enciklikájában, új irányt szabott a biblikus tudományoknak, megreformálta a breviáriumot, a misekönyvet és az egyházi zenét, 33 boldogot szentté avatott, köztük Árpád-házi Szent Margitot. A modern kor követelményeivel szemben általában megértést tanúsított, de alulról és kívülről jövő újításokat már nem fogadott el. Piusz világegyházat akart. Számos Európán kívüli országban felállította az egyházi hierarchiát, és több nem európai bíborost nevezett ki. Az egyház egyetemességét erősítette az a fáradozása, mellyel a bennszülött papság nevelését, számának emelését, a missziók ügyének fellendítését mozdította elő. A további korszerű reformok kidolgozására elkezdte egy egyetemes zsinat előkészítését. Utóbb azonban ő és munkatársai visszariadtak a zsinat gondolatától, mert attól tartottak, hogy a zsinaton kitör a harc a korszerűsítést követelő és a változatlansághoz ragaszkodó püspökök között. Attól is féltek, hogy a zsinat résztvevői követelni fogják a központosító pápai kormányzat visszafejlesztését, a vatikáni hivatalnokrendszer lényeges átalakítását és olasz jellegének megszüntetését.
Negyvenegy enciklikája jelent meg, és körülbelül ezerszer lépett fel nyilvánosan. Egyike volt a legtöbbet tanító pápáknak. Nagy gondja volt arra, hogy a világ eseményeiben mindig a keresztény elvek érvényesüljenek. Jelentős szerepe volt abban, hogy az 1956-os forradalom után nem került sor komolyabb véres megtorlásra. Három enciklikát adott ki a magyarok miatt és mellett, még a rádióban is felszólalt e nemzet sorsáért. Segítséget kért, vagy legalábbis a harcok és a vérontás végét, de szavai süket fülekre találtak.

### Enciklikái
| - A Summi Pontificatus (1939. október 20.) - Sertum Laetitiae (1939. november 1.) - Saeculo Exeunte Octavo (1940. június 13.) - Mystici Corporis Christi (1943. június 29.) - Divino Afflante Spiritu (1943. szeptember 30.) - Orientalis Ecclesiae (1944. április 9.) - Communium Interpretes Dolorum (1945. április 15.) - Orientales Omnes Ecclesias (1945. december 23.) - Quemadmodum (1946. január 6.) - Deiparae Virginis Mariae (1946. május 1.) - Fulgens Radiatur (1947. március 21.) - Mediator Dei (1947. november 20.) - Optatissima Pax (1947. december 18.) |  | - Auspicia Quaedam (1948. május 1.) - In Multiplicibus Curis (1948. október 24.) - Redemptoris Nostri Cruciatus (1949. április 15.) - Anni Sacri (1950. március 12.) - Summi Maeroris (1950. július 19.) - Humani Generis (1950. augusztus 12.) - Mirabile Illud (1950. december 6.) - Evangelii Praecones (1951. június 2.) - Sempiternus Rex Christus (1951. szeptember 8.) - Ingruentium Malorum (1951. szeptember 15.) - Orientales Ecclesias (1952. december 15.) - Doctor Mellifluus (1953. május 24.) - Fulgens Corona (1953. szeptember 8.) - Sacra Virginitas (1954. március 25.) |  | - Ecclesiae Fastos (1954. június 5. - Ad Sinarum Gentem (1954. október 7.) - Ad Caeli Reginam (1954. október 11.) - Musicae Sacrae (1955. december 25.) - Haurietis Aquas (1956. május 15.) - Luctuosissimi Eventus (1956. október 28.) - Laetamur Admodum (1956. november 1.) - Datis Nuperrime (1956. november 5.) - Fidei Donum (1957. április 21.) - Invicti Athletae Christi (1957. május 16.) - Le Pèlerinage de Lourdes (1957. július 2.) - Miranda Prorsus (1957. szeptember 8.) - Ad Apostolorum Principis (1958. június 29.) - Meminisse Iuvat (1958. július 14.) |  |

### Halála
XII. Piusz többszöri súlyos betegség után 1958. október 9-én halt meg. Utódául Angelo Giuseppe Roncallit (XXIII. János pápa) választották október 24-én.

## Megítélése halála után
2009 decemberében XVI. Benedek „tiszteletreméltó” címmel ruházta fel, ami az utolsó lépés a boldoggá avatás előtt, s egyben lépés a szentté avatás felé. A lépést követően néhány zsidó szervezet tiltakozását fejezte ki, mivel álláspontjuk szerint XII. Piusz nem tett meg mindent a zsidók védelmében a II. világháború alatt. Ezt a nézetet a Vatikán nem osztja sőt egyes zsidó történészek sem.
A jeruzsálemi Yad Vashem Múzeum XII. Piusz pápáról állított egy emléktáblát, amelynek tartalma 2007 áprilisában diplomáciai feszültséget okozott. A felirat megrendelője a pápát és a római katolikus egyházat elmarasztalta, mivel véleménye szerint nem lépett fel erőteljesen a zsidók védelme érdekében. A szöveg módosítását kérte a katolikus egyház mellett a holokauszt legnevesebb kutatója, Sir Martin Gilbert zsidó tudós is. A múzeum igazgatója, Avner Shalev 2012. július 2-án kicseréltette az emléktáblát. Az új feliraton olvasható, hogy XII. Piusz pápa már 1942 karácsonyán rádióüzenetben felhívta rá a figyelmet, hogy több százezer embert halálra ítélnek csupán nemzetiségük vagy származásuk miatt. A felirat emellett elismeri a katolikus egyház zsidókat mentő számos akcióját. Továbbá feltünteti azokat a zsidókat védő tevékenységeket, amelyek hatékonyabb végrehajtásáért XII. Piusz pápa személyesen is közben járt.

## Kritika
Sokan „Hitler pápájának” nevezték. Kritizálták a náci időszakban való politikai hozzáállása miatt a következők miatt:
- Hosszú nunciusi hivatala alatt a náci rezsimet preferálta és nemzetközileg legitimálta azt.
- 1939-ben nem tiltakozott a lengyelországi német invázió ellen, hanem felszólította a lengyeleket, hogy tegyenek eleget Hitler törvénytelen követeléseinek.
- A német légi háborúban egyoldalúan a szövetségesek ellen foglalt állást, kifejezve együttérzését a német püspökök iránt.
- Nem bírálta a német püspökök antiszemitizmusát, és nem támogatta kellőképpen azokat, akik bírálták a rendszert.
- Nem ítélte el a Vichy-kormány antiszemita törvényeit, hanem jóváhagyta azokat.
- Támogatta Horvátország fasiszta diktátorát, Ante Pavelićet a szerbek és zsidók üldözésében, mivel ő több jogot adott a katolikus egyháznak.
- Nem akadályozta meg a római zsidók elleni razziát 1943 októberében. David Kertzer történész szerint azonban gondoskodott arról, hogy 250 katolicizmusra áttért zsidót ne deportáljanak.
- A háború befejezése után segített a náciknak és más háborús bűnösöknek megszökni és amnesztiát szerezni.
- Nyilvánosan ellenezte a kommunizmust, sőt kiközösítéssel fenyegette meg azokat az olasz katolikusokat, akik a kommunistákra szavaznak, míg a nácikkal szemben tartózkodott ettől.
- Még 1945 után is úgy tett, mintha a római katolikus egyház nem követett volna el hibákat a náci korszakban, és megakadályozta, hogy a német püspökök beismerjék bűnösségüket az egyházi kudarcban, ahogyan az evangélikus egyház az 1945-ös stuttgarti bűnvallásban kifejezte.
- Nem tiltakozott eléggé az európai zsidók koncentrációs táborba hurcolása és megsemmisítése ellen.[37]

## Művei
- Documenta Catholica Omnia (latin nyelven). (Hozzáférés: 2011. december 6.)

### Művei magyarul
- XII. Pius pápa Summi pontificatus kezdetű apostoli körlevele; Szent István-társulat, Budapest, 1939
- XII. Pius élete és válogatott beszédei (szerk. Zigány M., Fényi A.), Magyar Jövő, 1943, 478 o.
- XII. Pius pápa apostoli körlevele Jézus Krisztus misztikus testéről és abban Krisztussal való kapcsolatunkról; Szent István Társulat, Budapest, 1943
- XII. Pius pápa és Roosevelt F. D. levelezése 1939–1945; előszó XII. Piusz pápa, bev., jegyz. Myron C. Taylor, ford. Melocco János; Élet, Budapest, 1947
- XII. Pius pápa "Mediator Dei et hominum" kezdetű apostoli körlevele a szent liturgiáról; Szent István Társulat, Budapest, 1948

### Könyvek
- Hubert Wolff: A pápa és az ördög. A vatikáni levéltárak és a Harmadik Birodalom. Budapest 2010.
- Pierre Blet: XII. Piusz és a második világháború. A Vatikán archívumai alapján; ford. Rezsőfi Judit; Új Ember, Budapest, 2003
- Erősítsd testvéreidet! Magyar vonatkozású pápai üzenetek 1456-ból és 1956-ból; szerk., tan. Mészáros István; Szt. István Társulat, Budapest, 2006
- Korom Imre: Az európai zsidóság helyzete XII. Piusz pápa korában; Agapé, Szeged, 2007
- Michael Hesemann: A pápa, aki szembeszállt Hitlerrel. XII. Piuszról – ferdítések nélkül; ford. Laki Ferenc, utószó Perger Gyula; 2. jav. kiad; Magyar Nyugat, Vasszilvágy, 2013
- Gordon Thomas: XII. Piusz és a zsidók. A Vatikán titkos zsidómentési terve a náci időkben; ford. Rezsőfi Judit; Lazi, Szeged, 2017
- Pascalina Lehnert: XII. Piusz közelében. Pascalina nővér visszaemlékezései; ford. Török Csaba; Ecclesia, Budapest, 2019
- Johan Ickx: XII. Piusz és a zsidók. Pacelli listája: 2800 üldözött segélykérő levele alapján; ford. Kepes Renáta, előszó Fejérdy András; Európa, Budapest, 2021